# 12 Komenda Odcinka Chojna
12 Komenda Odcinka Chojna – samodzielny pododdział Wojsk Ochrony Pogranicza pełniący służbę ochronną na granicy polsko-niemieckiej.
12 Komenda Odcinka sformowana została w 1945 w strukturze organizacyjnej 3 Oddziału Ochrony Pogranicza. We wrześniu 1946 odcinek wszedł w skład Szczecińskiego Oddziału WOP nr 3. W 1948, na bazie 12 Komendy Odcinka sformowano samodzielny batalion ochrony pogranicza nr 40.

## Struktura organizacyjna
- dowództwo, sztab i pododdziały przysztabowe – Chojna[4]
  - strażnica nr 56 – Cedynia
  - strażnica nr 57 – Piasek
  - strażnica nr 58 – Krajnik Dolny
  - strażnica nr 59 – Ognica
  - strażnica nr 60 – Marwice

## Komendanci odcinka
- mjr Walenty Stachowicz[5]
- mjr Jan Podskoczny (był 10.1946)[c].